# Démétér

Démétér (görögül Δημήτηρ, annyi mint "Földanya") a görög mitológiában a földművelés és a termékenység istennője. Az ő segítségével hozott termést minden növény, ő érlelte meg a gyümölcsöket és ő készítette fel a kalászokat az aratásra. Démétér tanította meg az emberiségnek a földművelés művészetét, ő adta az ekét az embereknek és ő mutatta meg a vetés, illetve veteményezés tudományát is az emberiségnek. Ezzel megvetette az emberek letelepedésének az alapját is, és ezáltal a letelepült emberi társadalmak istennőjeként is tisztelték. Kronosz és Rhea leánya volt, Zeusz testvére, akitől legkedvesebb gyermeke, Perszephoné született.
Démétért általában komoly nőként ábrázolták hosszú tógában. Jobbjában tartotta termést hozó botját, amellyel olykor végigsuhintott a termőföldek felett. Baljában gyümölcskosarat vagy búzakalászokat tartott. Gyakran ábrázolták sarlóval a kezében. Fejét fonott kalászkoszorú díszítette. Néha fáklyát tartva is megjelenítették utalva Perszephoné keresésére. Szent állata volt a kígyó, a daru és a disznó. Rómában Ceres néven tisztelték.
Annak ellenére, hogy Démétérnek törvényes férje sohasem volt, mégis az ő papjai vezették be az ifjú házasokat a házasélet rejtelmeibe. A legendák még egy gyermekéről szólnak. Egyszer egy háromszor felszántott földön szeretkezett egy titánnal. Ennek eredményeként született meg Plutosz, a gazdagság és bőség istene.

## Démétér-mítoszok

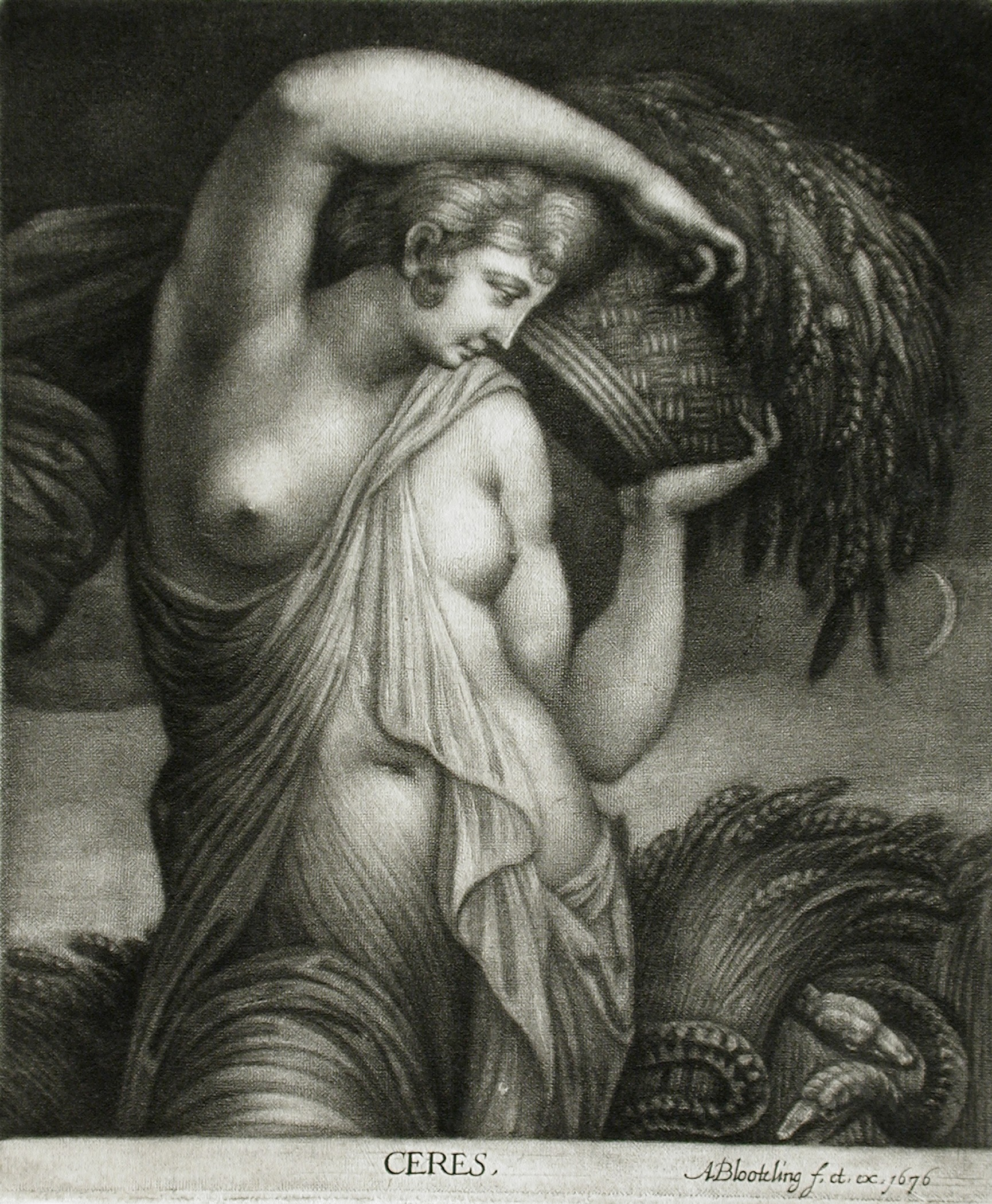
Abraham Blooteling: Ceres a rómaiaknál az az anyai szeretet és a gabona vetésének istennője

Történt egyszer, hogy Hadész, az alvilág istene elrabolta és feleségül vette Démétér legkedvesebb leányát, Perszephonét. A földművelés istennője útra kelt, hogy megtalálja elveszett gyermekét, és közben sorsára hagyta a termőföldeket. A gyümölcsfák nem hoztak gyümölcsöt és a gabona sem nőtt ki a földből. Az emberek éheztek, és ezt látva Zeusz leküldte Hermészt az alvilágba, hogy hozza fel onnan Perszephonét. Azonban mielőtt a leány elhagyhatta volna az alvilágot, férje, Hadész egy gránátalmát adott neki, ugyanis aki az alvilág ételeiből eszik, az mindörökre ott kell, hogy maradjon. Perszephoné beleharapott az almába, de Zeusz nem engedte meg Hadésznak hogy visszatartsa a leányt. Mivel Perszephoné mégis evett az alvilág gyümölcseiből, ezért az év egyharmadát Hadész birodalmában kell töltenie. Amikor Perszephoné feljön az alvilágból, Démétér örül, és ilyenkor virágba borul a természet és dús kalászok lengenek a földeken, a gyümölcsfák pedig érett gyümölcsöket hoznak. Amikor Perszephoné elhagyja anyját, Démétér elhervasztja a természet növényeit. Így alakult ki a négy évszak. Amikor a leány fent van tavasz van és nyár, amikor elhagyja anyját, őszre fordul, majd tél lesz.
Démétér egy Doszó nevű nő alakjában kereste elveszett leányát a földön, és így került Keleosz, eleusziszi király udvarába. A király megkérte, hogy nevelje két fiát, Démophónt és Triptolemoszt. Keleosz igen jól bánt az istennővel, pedig nem tudta, hogy valójában kit rejt Doszó alakja. Ezért hálából úgy döntött Démétér, hogy Démophónt halhatatlanná teszi, Triptolemoszt pedig megtanítja a földművelésre. Ám amikor Démophónból ki akarta égetni a halandóságot, benyitott Metaneira, a királynő, és így a tűzből ki kellett venni a gyermeket, így nem vált halhatatlanná. Ezzel leleplezte magát Démétér Eleusziszban. A Theszmophoriát azóta megtartották Eleusziszban és Athénban is az istennő tiszteletére, azt az ő ünnepének szentelve.